# A Nemzetközi Vöröskereszt és a Nemzetközi Vörös Félhold mozgalmak
A Nemzetközi Vöröskereszt és a Nemzetközi Vörös Félhold Mozgalom egy nemzetközi humanitárius szervezet, amely körülbelül 100 millió önkéntesből, tagból és szervezőből áll. Alapításának célja az emberi élet és egészség védelme, az emberi lény tiszteletének biztosítása és a szenvedések megelőzése. Feladatai közé tartozik a békeidőben bekövetkező, nagy tömegeket érintő természeti csapások: földrengés, árvíz, tűzvész áldozatainak szervezett egészségügyi és anyagi támogatás.
A mozgalom több, jogilag független szervezet föderatív jellegű szövetsége, melyek a következők:
- Nemzetközi Vöröskereszt (angolul International Committee of the Red Cross, rövidítése ICRC)
- A Vöröskereszt és a Vörös Félhold szervezeteinek Nemzetközi Szövetsége (angolul International Federation of Red Cross and Red Crescent Societies, rövidítése IFRC)
- Nemzeti Vöröskereszt és Vörös Félhold szervezetek

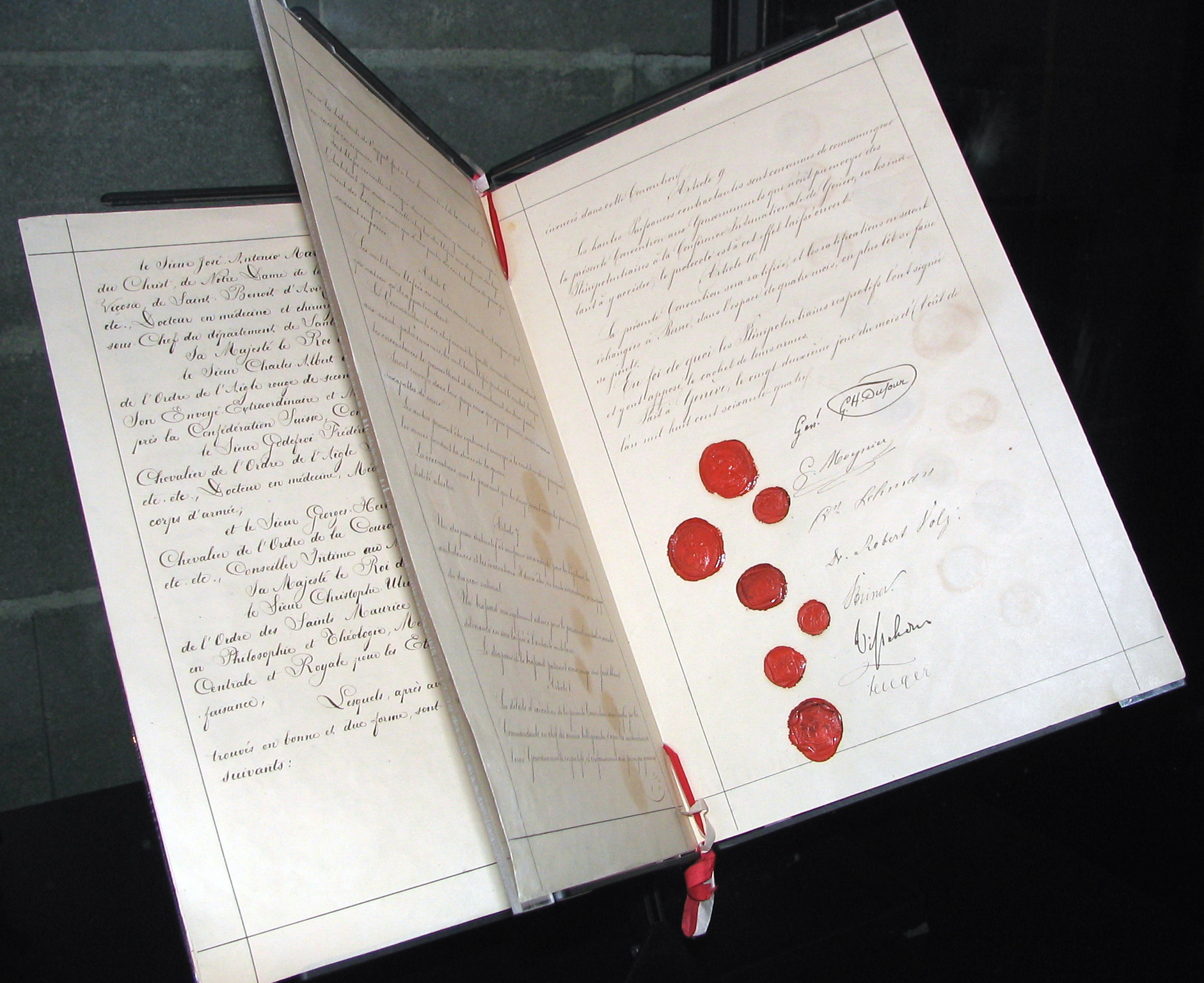
Az első genfi egyezmény szövege, 1864

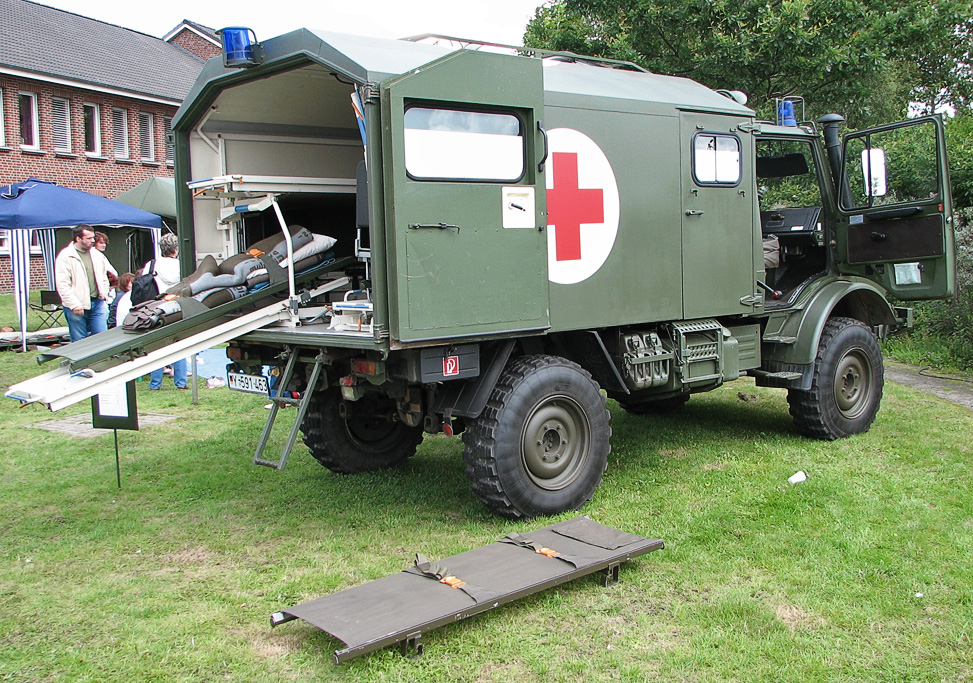
Unimog típusú katonai mentőautó

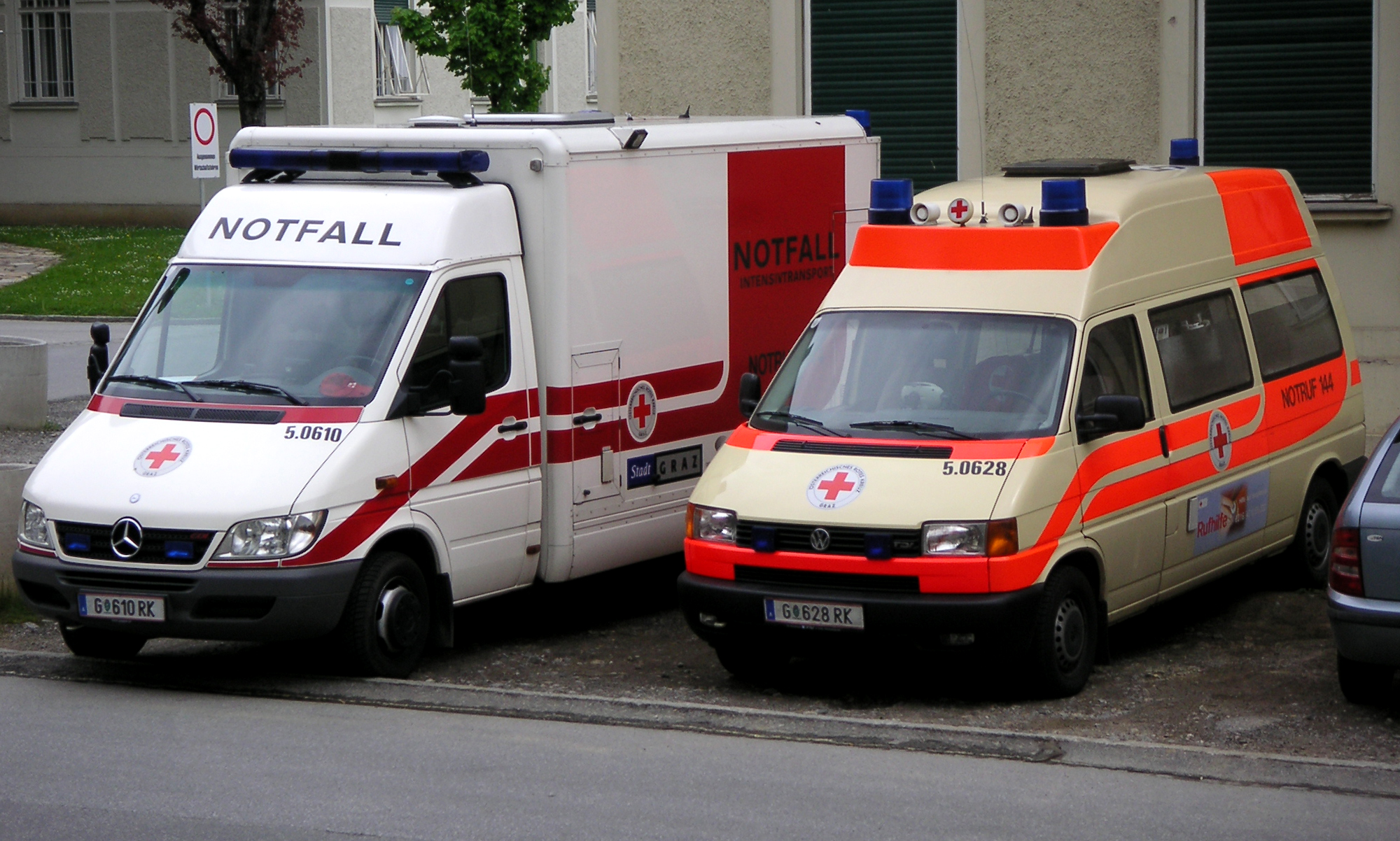
Mentésre várakozva Linzben

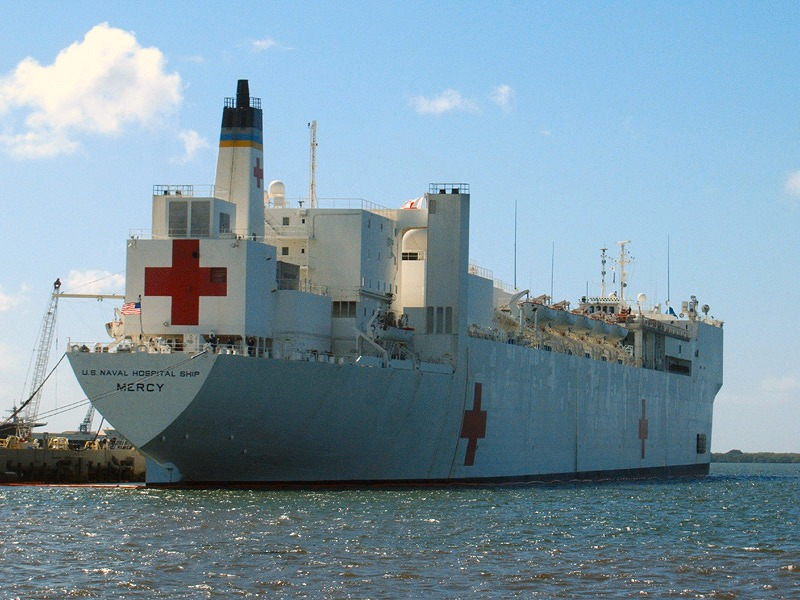
Modern amerikai katonai mentőhajó

## A szövetség részei
A Vöröskereszt felépítése szerint:
- Nemzetközi szervei

Társaságok Ligája: a Vörös Félhold, Vörös Oroszlán, Vörös Nap Társaságok föderatív jellegű szervezete 1919-ben alakult meg Genfben.
- Nemzetközi Bizottsága

Kizárólag svájci állampolgárokból álló testület, melynek szintén Genf a székhelye. Háborúk és konfliktusok idején közvetít a kormányok és a Társaságok között a Genfi egyezmények elveinek érvényesítése érdekében. Működési elve és egyben jelszava is:
Inter arma caritas. (Könyörületesség a fegyverek között.)

## A Nemzetközi Vöröskereszt

### A solferinói csata és Jean Henry Dunant
1859-ben zajlott le a solferinói csata. Az akkori korszak legvéresebb harcának mondott csata során több mint 40 ezer sebesült vagy halott katonát hagytak a csatamezőn. Henry Dunant elborzadt a látottakon; üzleti útját megszakítva a helyi asszonyok segítségével próbált meg segíteni a sebesülteken. Dunant javaslata: minden országban létre kellene hozni egy segélyszervezetet, amely olyan önkéntesekből áll, akik háború idején a sebesülteket ápolják, és nemzetközi egyezményt kellene kötni a harcmezőn maradt sebesültek, valamint ápolóik védelméről oly módon, hogy részükre semleges státuszt biztosítanak.
Ennek nyomán 1863-ban megalakul a Vöröskereszt. Februárban jött létre az Ötök Bizottsága (Dunant is tagja volt), mely a mai ICRC (Vöröskereszt Nemzetközi Bizottságának) az elődje. (Akkori neve: Sebesülteket Segélyező Nemzetközi Bizottság volt.) A svájci zászló inverz színeivel megalkotott vörös kereszt lett a szervezet jelképe, amelyet 1863-ban egy nemzetközi konferencia fogadott el.
A következő fontos esemény 1864, a Genfi egyezmények létrejötte. Az alapítók kezdeményezésére diplomáciai konferenciát rendeztek Genfben 1864. augusztus 8-28. között, melyen 16 ország vett részt. 1864. augusztus 22-én aláírták a harctéren megsebesült katonák körülményeinek javítására vonatkozó Genfi Egyezményt. 1880-ban megalakult a Vöröskereszt Nemzetközi Bizottsága. A mostani 4. Genfi Egyezmény a Nemzetközi Humanitárius Jog alapjait képezi.

### Az I. világháborúban
A kirobbanó első világháború új feladat elé állította a Vöröskereszt Nemzetközi Bizottságát, amely óriási kihívással szembesült. A Bizottság felismerte, hogy a nemzeti Vöröskereszt társaságok nem képesek egy ilyen volumenű munkát elvégezni, így mozgósította más országok nemzeti szervezeteit is, és a Vöröskereszt nővéreket vitt a fegyverben álló országok orvosainak, többek közt az Amerikai Egyesült Államokból és Japánból is.
1914. október 15-én, nem sokkal a háború kitörése után, a Vöröskereszt Nemzetközi Bizottsága létrehozta a Nemzetközi Hadifogoly Ügynökséget, amely 1914 végén már körülbelül 1200 önkéntes segítségével működött. A háború végéig az ügynökségen mintegy 20 millió levél és üzenet, 1,9 millió csomag és mintegy 18 millió svájci frank haladt át, utóbbi az érintett államokban összegyűlt adományok összege volt. Ugyanakkor az is az ügynökség érdeme, hogy a harcoló felek mintegy 200 000 foglyot cseréltek ki egymás között a háború alatt, így hazasegítve a hadifoglyokat. Továbbá az ügynökségnek sikerült azonosítani kétmillió hadifoglyot, akiknek segítettek a családjukkal történő kapcsolatfelvételben.
Az egész háború alatt a Vöröskereszt Nemzetközi Bizottsága figyelemmel kísérte a részt vevő feleket, hogy betartják-e az 1907-es genfi egyezményt. Amikor először vetettek be vegyi fegyvereket a történelem során, a Vöröskereszt Nemzetközi Bizottsága erőteljesen tiltakozott az új típusú fegyver használata ellen.

### A II. világháború után

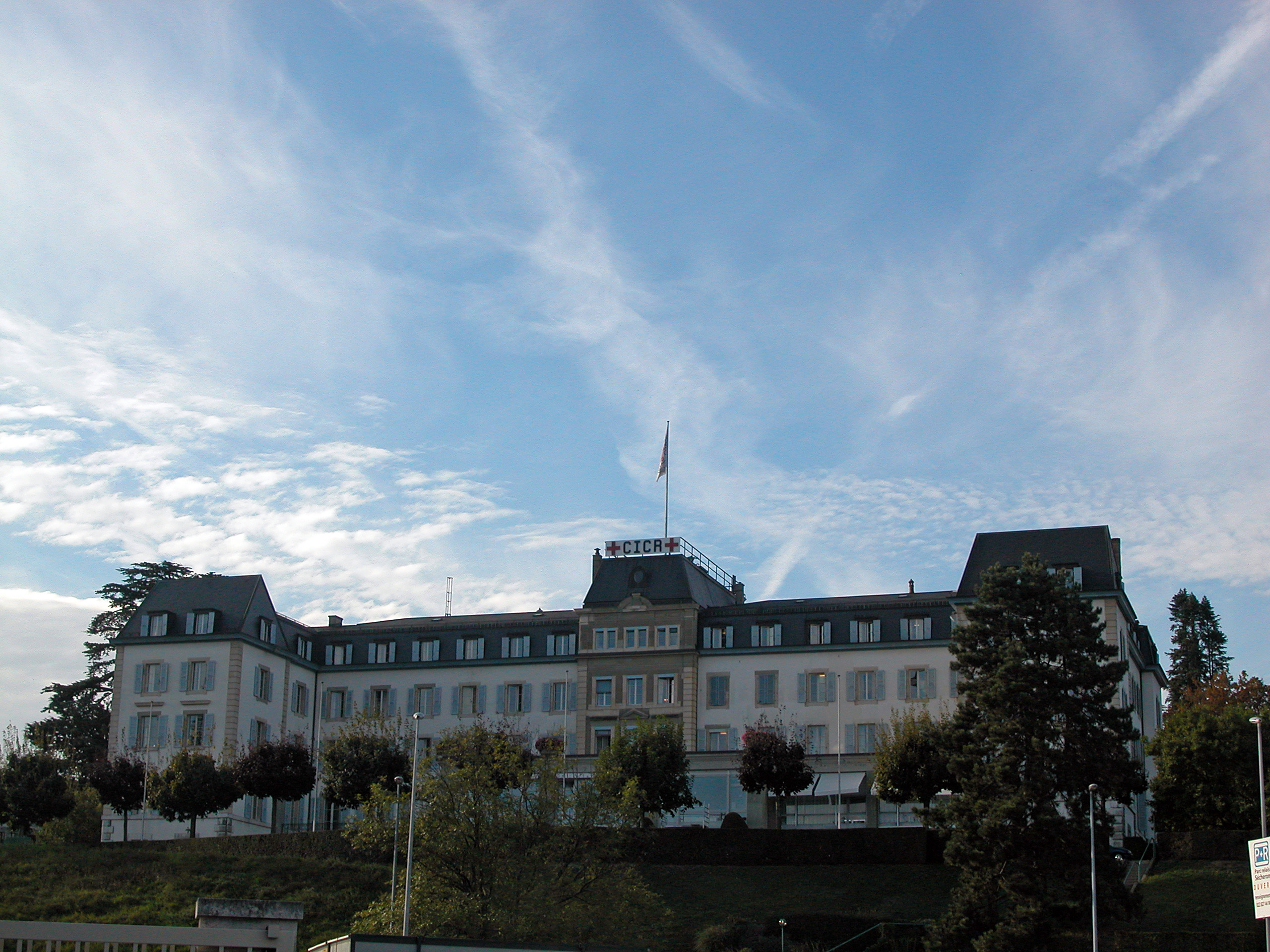
A Nemzetközi Vöröskereszt genfi székhelye

### A genfi egyezmények
- 1864-ben megszületett az első nemzetközi egyezmény a háborús sebesültek megkülönböztetés nélküli védelméről.
- 1889-ben a hadseregek sebesült, beteg és hajótörött tagjainak bánásmódjáról a tengereken,
- 1929-ben a hadifoglyokkal való bánásról,
- 1949-ben pedig a polgári lakosság védelmére vonatkozóan született egyezmény.

## A Vöröskereszt és a Vörös Félhold szervezeteinek Nemzetközi Szövetsége

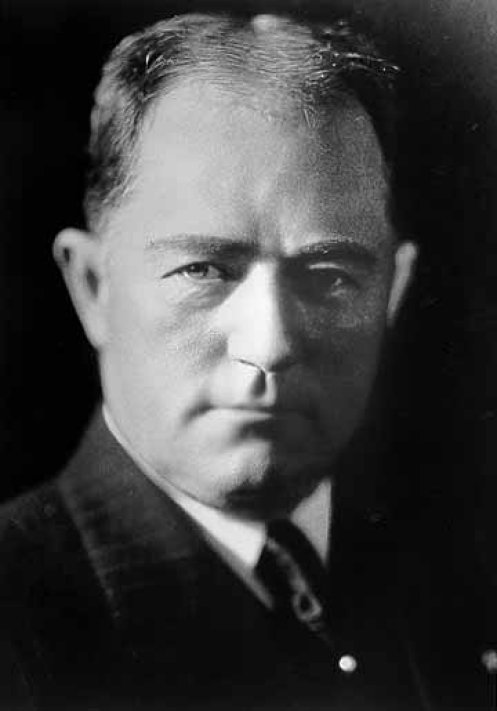
Henry Davison, a Vöröskereszt és a Vörös Félhold szervezeteinek Nemzetközi Szövetsége alapítója és első elnöke

### Elnökség
2009. novemberétől a szövetség (IFRC) elnöke a japán Konoe Tadateru, alelnökei Paul Bierch (Kenya), Jaslin Uriah Salmon (Jamaica), Mohamed El Maadid (Katar) és Bengt Westerberg (Svédország).
Korábbi elnökök:
- 1919–1922: Henry Davison (Egyesült Államok)
- 1922–1935: John Barton Payne (Egyesült Államok)
- 1935–1938: Cary Travers Grayson (Egyesült Államok)
- 1938–1944: Norman Davis (Egyesült Államok)
- 1944–1945: Jean de Muralt (Svájc)
- 1945–1950: Basil O'Connor (Egyesült Államok)
- 1950–1959: Emil Sandström (Svédország)
- 1959–1965: John MacAulay (Kanada)
- 1965–1977: José Barroso Chávez (Mexikó)
- 1977–1981: Adetunji Adefarasin (Nigéria)
- 1981–1987: Enrique de la Mata (Spanyolország)
- 1987–1997: Mario Enrique Villarroel Lander (Venezuela)
- 1997–2000: Astrid Nøklebye Heiberg (Norvégia)
- 2001–2009: Juan Manuel del Toro y Rivera (Spanyolország)
- 2009– : Konoe Tadateru (Japán)

## Tevékenységek

### A mozgalmak megszervezése
Világszerte összesen körülbelül 97 millió ember dolgozik a Nemzetközi Vöröskeresztnél (ICRC), a Szövetségnél (IFRC) és a nemzeti társaságoknál. Az állandó tagok létszáma 300 000 fő.
Az 1965-ös bécsi nemzetközi konferencián 7 alapelvet fogadtak el, melyet minden szervezet a magáénak ismert el és melyet 1986-ban a mozgalom alapokmányában is rögzítettek. Ezek a következők:
- emberiesség
- pártatlanság
- semlegesség
- függetlenség
- önkéntesség
- egység
- egyetemesség

A Vöröskereszt és a Vörös Félhold 4 évente tart nemzetközi konferenciát, amely a mozgalom legmagasabb intézményi szervezete. Ezen konferencia magába foglalja a Szövetség (IFRC), valamint a Vöröskereszt (ICRC) nemzeti szervezeteinek delegációit, valamint a Genfi Egyezményt aláíró államok küldöttségeit. A konferenciák közötti 4 évben Állandó Bizottság működik, amely ebben az időszakban a legfőbb szervvé válik, és ő felügyeli a konferencián hozott határozatok végrehajtását és betartását. Ezen kívül az Állandó Bizottság koordinálja az együttműködést a Vöröskereszt Nemzetközi Bizottságával és a Vörös Félhold Társaságok Nemzetközi Szövetségével. Az Állandó Bizottság összetétele a következő: két képviselőt delegál a Nemzetközi Vöröskereszt Bizottsága (az egyik delegált az utóbbinak az elnöke), kettőt delegál a Szövetség (IFRC; az egyik delegált a szövetség elnöke), és öt személyt delegál megválasztással a nemzetközi konferencia. Az Állandó Bizottság átlagosan félévente tart ülést, ahol értékeli az előző ülés óta történteket.

## A mozgalom jelképei
A mozgalom szimbólumai két jelentéssel bírnak. Egyrészt a vizuális szimbólumok, mint a Vöröskereszt, a Vörös Félhold, a Vörös Oroszlán és Nap, illetve a Vörös Kristály jelei „védelmező jeleknek” számítanak a fegyveres konfliktusokban, mely védelem kiterjedését a Genfi egyezmények határoznak meg. Az egyezményeket aláíró országok nagy része büntetőeljárás keretén belül szankcionálja a szimbólumok alá tartozó emberek, járművek és épületek megtámadását. Másrészt ezek a jelek megkülönböztető jelzései azoknak a szervezeteknek, amelyek a Nemzetközi Vöröskereszt és Nemzetközi Vörös Félhold alá tartoznak.

### Használt jelképek

#### A Vörös Kereszt

A Vöröskereszt zászlaja

A Vörös Kereszt jelképét Louis Appia orvos és Henri Dufour vezérezredes javaslata alapján hozták létre és hivatalosan 1863-ban fogadták el Genfben. Nem tévesztendő össze Anglia zászlajával, amelyben a kereszt kiér a zászló széléig, míg a Vöröskeresztnél nem. Hogy véget vessenek Törökország érvelésének, miszerint a jelkép a kereszténység szimbólumából ered 1906-tól hivatalosan terjeszteni kezdték, hogy a Vöröskereszt jelképét a svájci zászló színeinek megfordításával hozták létre, bár ezt hitelesen soha nem lehetett bizonyítani.
A Nemzetközi Vöröskereszt (ICRC) jelenlegi 185 elismert nemzeti szervezete közül 151 használja a Vöröskeresztet mint hivatalos jelképet.

#### A Vörös Félhold

A Vörös Félhold zászlaja

A Vörös Félhold jelképet legelőször a Nemzetközi Vöröskereszt önkéntesei használták az 1877–1878-as orosz–török háborúban. A háború alatt először Oroszország ismerte el a Vörös Félholdat mint védelmező szimbólumot, melynek nyomán az Oszmán Birodalom is azonnal csatlakozott.
1878-ban a Nemzetközi Vöröskereszt bejelentette, hogy a nem-keresztény országok számára megfontolja az új jelképek bevezetését, melyet a Vörös Félhold 1919-es hivatalos elfogadásával tett meg. Ezt követően több nemzeti szervezet megváltoztatta nevét Vöröskeresztről Vörös Félholdra (pl. Pakisztán 1974-ben, Malajzia 1975-ben vagy Banglades 1989-ben). Jelenleg a mozgalom 185 elismert nemzeti szervezetének 33 iszlám országa használja ezt a jelképet.

#### A Vörös Kristály

A Vörös Kristály zászlaja

A Vörös Dávid-csillag körüli vita, illetve egy további semleges védelmi jelkép bevezetése igen égető kérdéssé vált a mozgalomban, erősödni látszott egy harmadik, nagyjából egységesen elfogadott jelkép javasolása. Ez a Vörös Kristály volt, ami a legnépszerűbb javaslatok közé tartozott. Kísérletek ugyan voltak más jelképek elfogadására, mint például Srí Lanka (1957) és India (1977) javaslata, akik a Vörös Horogkeresztet javasolták, vagy Kazahsztán és Eritrea, akik használták is a javasolt Vöröskereszt és Vörös Félhold kombinációját, melyet megszűnéséig a Szovjetunió is használt. A genfi egyezményeket aláíró országok által elfogadható új védelmi szimbólum szükségességét mind a 192 aláíró ország belátta. A svájci kormány 2005. december 5–6. között szervezett egy konferenciát, amely egyik fő témája az új szimbólum elfogadása volt. A harmadik protokoll nevű jegyzőkönyv ezt a harmadik szimbólumot volt hivatott bevezetni és a Genfi egyezmények szerves részévé tenni. A konferenciát végül elnapolták, így a harmadik szimbólum, a Vörös Kristály, mely a Vörös Félhold és a Vörös Kereszt egyenrangú jelképe lett, 2005. december 7-én lett elfogadva, a részt vevő országok 98 igen, 27 nem és 10 tartózkodó szavazatával.
A Vörös Kristály története szorosan összefonódik az izraeli törekvésekkel. Izrael 1948 óta szeretett volna csatlakozni a Nemzetközi Vöröskereszt szervezetéhez, és kérését minden évben megújította, de a Nemzetközi Vöröskereszt Bizottsága, az arab-muzulmán blokk országainak nyomása alatt rendszeresen visszautasította a tagsági kérelmet. 2006. június 22-én a Nemzetközi Vöröskereszt (ICRC) bejelentette, hogy a Nemzetközi Vöröskereszt és a Nemzetközi Vörös Félhold mozgalmak konferenciáján elfogadták a Vörös Kristályt, mint harmadik szimbólumot, és ugyanakkor elismerték a Palesztin Vörös Félhold szervezetet (PRCS) és az izraeli nemzeti szervezetet, a Magen David Adom-ot tagszervezetként. Ennek a két szervezetnek az elismerése nem volt problémamentes, ugyanis a palesztin nemzeti szervezet nem volt az alapokmány 5. cikkely, 2. bekezdés b) pontja szerinti „független állam területén létrehozott” szervezet, így Palesztina részéről nem volt meg teljesen a jogi feltétel sem, hogy aláírja a genfi egyezményeket, mely által elkötelezi magát azok betartására.
A Harmadik Protokoll című kiegészítő jegyzőkönyv 2007. január 14-én lépett hatályba.

### Elismert, de kevésbé használt jelképek

#### A Vörös Oroszlán és Nap

A Vörös Oroszlán és Nap zászlaja

A Vörös Oroszlán és Nap szervezetét 1922-ben alapították Iránban és jelképét 1923-ban ismerték el nemzetközileg.
1980-ban az újonnan kikiáltott Iráni Iszlám Köztársaság Vörös Oroszlán és Nap helyett (ami a sah jelképe is volt), elfogadta a Vörös Félholdat szervezetének szimbólumaként, így jelképe összhangba került a legtöbb muzulmán nemzeti szervezetével. Bár a Vörös Oroszlán és Nap jelenleg nincs használatban, Irán fenntartotta magának a jogot, hogy bármikor újra használhassa, és a genfi egyezmények továbbra is elismerik, mint hivatalos emblémát; ezt a státuszt a III. protokollal is megerősítették 2005-ben, amikor javaslat született arra, hogy nemzetközi jelképként elfogadják a Vörös Kristályt.

### El nem ismert, de használt jelképek

A Vörös Dávid-csillag zászlaja (Izraelben használatos)

A Vörös Kristály Dávid-csillagos zászlaja (Izraelen kívül használatos)

#### Vörös Dávid-csillag (Magen David Adom)
Izrael több mint 50 éve kérelmezte a Vörös Dávid-csillag elismerését, azzal érvelve, hogy ha keresztény és muzulmán szimbólumokat elismertek, akkor ennek megfelelően zsidó jelképet is fogadjanak el nemzetközileg. Bár a Vörös Dávid-csillagot (Magen David Adom, rövidítve MDA) 1935 óta használják, a genfi egyezményeket aláíró országok még mindig nem ismerik el, mint nemzetközi védő szimbólumot.
A Vöröskereszt és Vörös Félhold Mozgalom többször és ismételten elutasította Izrael kérését az évek során, és kimondta, hogy a Vöröskereszt emblémája nem a kereszténységet képviseli, és rendszeresen hivatkoztak a svájci zászló fordított színei által nyert Vöröskereszt szimbólumra, illetve arra is, hogy ha a zsidók (vagy egy másik csoport) az adott hit szerinti jelképet használnának, egy véget nem érő folyamatot indítanának el, amelyben minden vallási vagy más csoport saját szimbólumára kérne védelmet. Bár a mozgalom elismerte a muzulmánok által használt Vörös Félholdat, de fenntartja azt, hogy a különböző vörös szimbólumok elterjedése csökkentené az eredeti szándék lényegét, hogy a Vöröskereszt emblémával jelöljék a járművek és az épületek védelmét humanitárius alapon.
Egyes arab országok, mint például Szíria, határozottan tiltakoztak a Vöröskeresztnél a Vörös Dávid-csillag szimbólum elismerése ellen, lehetetlenné téve a konszenzust, amely nélkül nem sikerült az ügyben előre lépni. 2000–2006 között az Egyesült Államok nemzeti Vöröskereszt szervezete visszatartotta a Nemzetközi Vöröskereszt és a Nemzetközi Vörös Félhold mozgalmaknak (IFRC) gyűjtött adományokat (összesen 42 000 000 USD értékben), mivel az továbbra sem akarta elismerni a Vörös Dávid-csillagot. Ez végül ahhoz vezetett, hogy a mozgalom megalkotta a Vörös Kristály emblémát, mint harmadik nemzetközi védett szimbólumot és annak elismerésekor 2006. június 22-én, egyúttal elismerte a Vörös Dávid-csillagot, mint nemzeti védett szimbólumot. Ezt az eseményt használta fel a mozgalom arra is, hogy elismerje a Palesztin Vörös Félhold nemzeti szervezetét, amely az első ország nélküli nemzeti szervezet lett a mozgalmon belül.
A Vörös Dávid-csillagot továbbra sem ismerik el védett szimbólumként Izrael területén kívül, így az izraeli nemzeti szervezet a körülmények függvényében vagy a Vörös Kristály szimbólumot, vagy a Vörös Kristályban elhelyezett Vörös Dávid-csillag szimbólumot használja a nemzetközi műveleteknél a szervezet védelmének biztosítására.

## Lásd még
- A Vöröskereszt jelképei
- Magyar Vöröskereszt
- Jean Henri Dunant, a vöröskereszt megalapítója

## Fordítás
- Ez a szócikk részben vagy egészben  az   International Red Cross and Red Crescent Movement című angol Wikipédia-szócikk fordításán alapul.  Az eredeti cikk szerkesztőit annak laptörténete sorolja fel. Ez a jelzés csupán a megfogalmazás eredetét és a szerzői jogokat jelzi, nem szolgál a cikkben szereplő információk forrásmegjelöléseként.
- Ez a szócikk részben vagy egészben  a   Mișcarea Internațională de Cruce Roșie și Semilună Roșie című román Wikipédia-szócikk fordításán alapul.  Az eredeti cikk szerkesztőit annak laptörténete sorolja fel. Ez a jelzés csupán a megfogalmazás eredetét és a szerzői jogokat jelzi, nem szolgál a cikkben szereplő információk forrásmegjelöléseként.